# Shimmer et Shine
Shimmer et Shine (Shimmer and Shine) est une série télévisée d'animation américaine en 86 épisodes de 22 minutes créée par Farnaz Esnaashari-Charmatz, diffusée entre le 24 août 2015 et le 9 février 2020 sur Nickelodeon. Depuis 2018, les nouveaux épisodes sont diffusés sur Nick Jr.. Au Canada, la série est diffusée depuis le 11 octobre 2015 sur Treehouse TV.
En France, elle est diffusée depuis 2016 sur Nickelodeon Junior, et au Québec depuis le 4 mars 2016 sur Yoopa.

## Synopsis
La première saison a lieu dans le monde humain et se concentre sur une jeune fille nommée Léa, qui est amie avec une paire de genies jumelles dans la formation nommée Shimmer et Shine. Les génies de Léa lui accordent 3 vœux tous les jours, mais ils se gâtent souvent. Chaque épisode présente Léa travaillant avec ses génies pour résoudre les problèmes qu'ils causent par inadvertance, tout en gardant Shimmer et Shine un secret de son frère Zac.
Dans la deuxième saison, les personnages sont transportés à Zahramay, une terre magique où Shimmer et Shine vivent. Léa révèle l'existence de ses génies à Zac, qui est donné un génie de son propre nom Kaz. Shimmer et Shine continuent d'accorder des souhaits à Léa et d'amitié avec le souverain du pays de Zahramay, la Princesse Samira. La saison comprend également Roya le paon de Samira, Zeta la sorcière maléfique et le dragon de Zeta, Nazboo.

## Distribution

### Voix originales
Voix américaines
- Shimmer : Eva Bella (en)
- Shine : Isabella Cramp (en)
- Léa : Alina Foley
- Zac : Blake Bertrand (saison 1 et 2), Justin Felbinger, Ethan Jones (en) (Depuis la saison 3)
- La princesse Samira : Nikki SooHoo
- Zeta la sorcière : Lacey Chabert
- Kaz : Jet Jurgensmeyer (en)
- L'impératrice Caliana : Barbara Eden
- La capitaine Zora : Kellie Pickler (Fin de la saison 2), Kate Higgins (Depuis la saison 3)
- Layla : Danica McKellar
- Shaya : Kin Santiago (saison 2 et 3), Hudson West
- Nila : Mila Brene
- Imma : Grace Kaufman
- Wishy Washy : Fred Tatasciore
- Ayla : Liliana Mumy
- Minu : Kitana Turnbull
- Afina : Julie Nathanson (en)
- La princesse Ula : Tatyana Ali
- Nadia : Brittany Snow (saison 3), Lana McKissack (en) (saison 4)
- Ezri : Gunnar Sizemore
- Misha : Jewel (saison 3), Kailey Snider (saison 4)
- La princesse Adara : Tania Gunadi
- Rubi : Luna Bella
- Shaun : Ramone Hamilton

 Voix britanniques
- Shimmer : Mia Wiltshire
- Shine : Elie Simons, Mia Hope
- Léa : Claudia Burns
- Zac : Innis Robertson-Pinnel
- La princesse Samira : Cariad Lloyd (en)
- Zeta la sorcière : Lacey Chabert
- Kaz : Harrison Noble
- Nila : Kimani Arthur

Tous les animaux de la série sont doublés par Dee Bradley Baker.

### Voix françaises
- Caroline Combes : Shimmer
- Lisa Caruso : Shine
- Marie Facundo : Leah
- Lucille Boudonnat : Zac
- Clara Soares : Gigi, Kaz, Nila et Zora
- Alexandra Pic : La princesse Samira
- Vanessa Cailhol et Hanna Hägglund : voix chantées

Version française
- - Société de doublage : Lylo Media Group
  - Adaptation : Didier Duclos, Cécile Carpentier, Caroline Gere, Clémence Lecornué, Jennifer Dufrene (dialogues), Edwige Chandelier (chansons)
  - Direction artistique : Martial Le Minoux puis Philippe Roullier (dialogues), Edwige Chandelier (chansons)
  - Enregistrement et mixage : Élise Madec, Jean-Christian Viry, etc.[2]

 Source et légende : version française (VF) sur RS Doublage

## Production

### Développement
La série a été diffusée le 24 août 2015. Elle était basé sur un court-métrage inédit en septembre 2013.
Le 11 février 2016, il a été annoncé que la série a été renouvelé pour une deuxième saison utilisant l'animation CGI.
Le 21 janvier 2016, la série a été renouvelée pour une troisième saison.
Le 24 mai 2017, la série a été renouvelée pour une quatrième saison.

### Fiche technique
Sauf indication contraire, les informations mentionnées dans cette section peuvent être confirmées par la base de données cinématographiques IMDb,  présente dans la section « Liens externes ».
- Titre français : Shimmer et Shine
- Titre original : Shimmer and Shine
- Création : Farnaz Esnaashari-Charmatz
- Réalisation : Fred Osmond (saison 1), Matt Engstrom (saison 2)
- Scénario : divers auteurs
- Musique :
  - Compositeur(s) : Bobby Tahouri
  - Compositeur(s) de musique thématique : Joachim Svare, Joleen Belle
  - Thème d'ouverture : Shimmer et Shine par Melanie Fontana
  - Thème de fin : Shimmer et Shine en version instrumental
- Production :
  - Producteur(s) : Ian Murray, Michael Heinz
  - Producteur(s) exécutive(s) : Farnaz Esnaashari-Charmatz, Dave Palmer
- Société(s) de production : Nickelodeon Productions
- Société(s) de distribution : ViacomCBS Domestic Media Networks
- Pays d'origine :  États-Unis
- Langue originale : Anglais
- Format : Couleur - 1,78:1 - Son stéréo
- Genre : Série télévisée pour enfants, comédie musicale, fantasy
- Durée : 21–22 minutes
- Diffusion :  États-Unis,  Canada,  France,  Royaume-Uni
- Public : Tout public

### Diffusion internationale
La série est diffusée depuis le 9 novembre 2015 sur Nick Jr. UK où il a été redoublé par des acteurs britanniques, en remplacement de la version originale américaine (bien que Zeta et les voix des animaux sont restés inchangés).

## Épisodes
| Saison | Saison | Épisodes | États-Unis      | États-Unis       | Canada           | Canada          |
| Saison | Saison | Épisodes | Début de saison | Fin de saison    | Début de saison  | Fin de saison   |
| ------ | ------ | -------- | --------------- | ---------------- | ---------------- | --------------- |
|        | 1      | 20       | 24 août 2015    | 11 mai 2016      | 11 octobre 2015  | 4 juin 2016     |
|        | 2      | 20       | 15 juin 2016    | 31 mars 2017     | 11 juin 2016     | 18 avril 2017   |
|        | 3      | 20       | 5 mai 2017      | 20 novembre 2018 | 6 janvier 2018   | 2 décembre 2018 |
|        | 4      | 26       | 20 octobre 2018 | 9 février 2020   | 11 novembre 2018 | 15 février 2020 |

### Première saison (2015-2016)
1. Mes génies secrets, 1re partie (The First Wish Part 1)
2. Mes génies secrets, 2e partie (The First Wish Part 2)
3. La Chose la plus douce (The Sweetest Thing)
4. Soit un dinosaure! (Dino Might!)
5. Le Génie de la cabane dans les arbres (Genie Treehouse)
6. Quel gâchis! (What a Pig Mess)
7. Ohé, génies! (Ahoy, Genies!)
8. 1,2,3 ça tourne génies! (Lights! Camera! Genies!)
9. Ballet dans le jardin (Backyard Ballet)
10. Abracadabra génie (Abraca-Genie)
11. Les Petits Génies du père Noël (Santa's Little Genies)
12. Vaisseau spatial en ruine (Spaceship Wrecked)
13. Un Halloween de génie (A Very Genie Halloweenie)
14. La Soirée pyjama (Sleep-Over Party)
15. Le jeu commence (Game On)
16. Bownling cosmique (Gone Bowlin')
17. La Faute (The Great Skate Mistake)
18. La Maison des poupées de mes rêves (Dream Dollhouse)
19. L'Évasion de la chèvre (Escape Goat)
20. Joyeux Souhaiteanniversaire (Happy Wishaversary)

### Deuxième saison (2016-2017)
1. Bienvenue aux Chutes de Zahramay (Welcome to Zahramay Falls)
2. Prisonnières du flacon magique / Vroum Zahramay (All Bottled Up / Zoom Zahramay)
3. La forêt des génies / La farine volante (A Tree-m endous Rescue / Flying Flour)
4. Sirènes d'un jour / Le Joyau de Neige (Mermaid Mayhem / Snow Place We'd Rather Be)
5. Une soirée pyjama étoilée / La chasse au tapis fou (Starry Night Sleepover / Wild Carpet Chase)
6. La coiffeuse magique / Les Chutes de Zahramay sous la glace (Lost and Found / Freeze-amay Falls)
7. Un collier très spécial / Le bâton magique (Size of the Beholder / Zoomicorn Toss)
8. La varicelle du dragon / Un éclair en fuite (Dragon Pox / Lightning in a Bottle)
9. Un problème de taille / Tricher n'est pas jouer (Bling, Bling / Staffinated)
10. Dédoubetout / Le zéfilon (Double Trouble / Zany Ziffilon)
11. Le volcan de Zahramay / Les génies du ménage (Volcano Drain-o / Cleanie Genies)
12. Pouvoir d'invisibilité / Les animaux en scène (Now You See Her / Untamed Talent)
13. La Reine des cristaux / Le blob (The Crystal Queen / The Glob)
14. Les nouvelles chambres / Boum Zah-Maman (Pet Bedroom / Boom Zahra-Mom)
15. Les joies du froid / Zeta l'apprentie génie (Frosty Fun / Zeta in Training)
16. Le Bal Masqué / Un drôle d'oiseau (Masquerade Charade / The Silent Treatment)
17. Leçon de potion / Magicoccinelle (Potpoion Control / Feel Better)
18. Le génie pirate (The Pirate Genie)
19. Farce ou trésor / De la tarte (Trick or Treasure / Easy As Pie)
20. Le temple du tigre arc en ciel / La tour mystérieuse (Bungle in the Jungle / The Mysterious Tower)

### Troisième saison (2017-2018)
1. Tremblements sous terre / Le génie des indécis (Underground Bound / Wishy Washy Genie)
2. Des soucis de tapis / Des histoires de dragons (Carpet Troubles / Dragon Tales)
3. Zahramay Arc-en-ciel (Rainbow Zahramay)
4. À un cheveu près / L'Arbre Lumos (Hairdos and Don't's / Flower Power)
5. Samira et Zeta / La touche Zeta (Samira and Zeta / The Zeta Touch)
6. Génie d'un jour / Zac mène l'enquête (Genie for a Day / Zac the Clueless Detective)
7. Abracada-non / Ma cabane au calme (Abraca-Nope / Treehouse Retreat)
8. La réunion de famille de Nazboo / Le Dahunosaure (Nazboo's Family Reunion / The Darpoppy)
9. Nom d'un chien ! / Sorcière et apprenti (Hounded / The Sorceress' Apprentice)
10. Tout ce qui brille / Attrape ce joyau (All That Glitters / Grab That Gem!)
11. La magie de la danse (Dance Magic)
12. Zin-zingouin / Eau en couleurs (Whatever Floats Your Boat / Waterbent)
13. Les Joies du froid / Jeux animolympiques (Snow Time to Spare / Pet Games)
14. Les Rêves de Zahramay / Gare à vos souhaits ! (Zahramay Dreams / Careful What You Wish For)
15. Pépin de paillettes / Cristal en danger (Glitter Glitch! / Coral Chaos)
16. Le poulain foudre / Une livraison spéciale ! (A Lightning Colt for Shaya / A Special Delivery)
17. Zahra-paillette, Zahra-brillant (Zahra Glitter, Zahra Glow)
18. Nila sort de l'eau / Le rêve de Zeta (Nila Out of Water / I Dream of Zeta)
19. Kaz le courageux / Le Kazou (Brave-ish / Nazboo's Magic Kazoo)
20. La pirate et la perle / Drôles de souhaits (A Pirate Genie's Life for Me / Wacky Wishes)

### Quatrième saison (2018-2020)
1. Bienvenue au Royaume des Cieux (Welcome to Zahramay Skies)
2. Le passage de l'Etoile Radiante / Arc-en-ciel en fuite (Pets to the Rescue / Runaway Rainbow)
3. Soirée pyjama avec Zeta / Les bébés-génies (Zeta Sleeps Over / Genie Babies)
4. D'un océan à l'autre / Un thé, sinon, rien ! (Oceans Collide / Par-Tea Time)
5. L'Etoile de Zahra / Le Méchantus-cumulo-nimbus (The Zahra-Star / Lightning Strikes Twice)
6. Mission arc-en-ciel / Rêves éveillés (Rainbows to the Rescue / Daydreams Come True)
7. Collants, ces déguisements ! / L'école des potions (Costume Chaos / Potion School)
8. Le Joyau Aquarelle / Un jour sans fin (The Painting Gem / Longest Day Ever)
9. Un salon de toute beauté / Une Zahralicorne chatouilleuse (The Zahracorn Salon / Zahracorn Tickles)
10. Le jardin céleste / Le dragon-licorne (The Sky Garden / The Dragon Zahracorn)
11. Le gâteau bondissant / Les aboiements de Rockette (Boom Zahra-Bake! / Rocket's Big Bark)
12. Deux amis dans une fiole / Les chasseurs de Joyaux (Buddies in a Bottle / The Gem Hunt)
13. La parade des Zahralicornes / La Veste magique de Nazboo (Zahracorns on Parade / Nazboo's Magic Robe)
14. La sœur de Zeta / Deux listes pour une potion (Zeta's Sister / Sneaky Switcheroo)
15. La Pilote de Dragon (The Dragon Rider)
16. La Légende du Joyau du Dragon (Legend of the Dragon Treasure)
17. Le Petit Poulet Farceur / Les bracelets d'Adara (Sneaky Squeaky Chicken / Adara's Bracelets)
18. L'escapade de Nazboo / Les Surfeuses du Ciel (Nazboo Come Home / Surfing the Skies)
19. Aventures à Océania (Journey to Zahramay Oceanea)
20. L'ensorceleuse des mers / La Grande Danse des méduses (The Sea Enchantress / The Dance of the Jellyfish)
21. Joyeux anniversaire de l'amitié / Nazboo perd une dent (Found You Day / Nazboo Loses a Tooth)
22. Zahraquillages surprises / Le Poisson Zahrballon (Zeashell Surprise / The Zahramay Zuffer-Puff)
23. Titres français inconnus (Zadazzler Dizzaster / Hotdog Havoc)
24. Titres français inconnus (Ladybugs on the Loose / Zeta the Powerless)
25. La crique aux Zahralicampes / Les lumières d'Océania (Zeacorn Cove / Lights of Oceanea)
26. Une odeur attachante / La sorcièrénie (Zahra-Zkunked / The Sorcerenie)

## Univers de la série

### Les personnages

#### Les humains et les génies
- Shimmer est une génie optimiste aux yeux bleus et aux cheveux roses. Elle est enthousiaste et encourageante. Elle aime nettoyer, scintiller et collectionner les bouteilles de génie. Son animal de compagnie est un petit singe nommé Tala.
- Shine est une génie courageuse aux yeux violets et aux cheveux bleus. Elle aime les animaux et a souvent faim. Son animal de compagnie est un tigre du Bengale nommé Nahal. En raison de son amour pour les animaux, la plus jolie des génies connaît très bien les comportements des créatures magiques originaires du monde magique de Zahramay.
- Léa est une fille blonde aux yeux verts qui possède un collier de bouteille de génie où Shimmer et Shine sont à l'intérieur. Bien que ses génies lui gâchent généralement ses souhaits, Léa est patiente et les pardonne toujours avec eux.
- Zac est le voisin de Léa aux cheveux roux et aux yeux bleus et sa meilleure amie.
- La princesse Samira est la souveraine du monde magique de Zahramay aux yeux violets et aux cheveux bleu glacier aux pointes bleues plus foncées, qui est chargé de vérifier tous les génies à l'entraînement. Elle peut exaucer des souhaits avec les jeunes génies.
- Zeta la sorcière est une résidente du monde magique de Zahramay aux yeux verts et aux cheveux violets, qui est la rivale de la princesse Samira et souhaite la remplacer comme la personne la plus puissante du monde magique. C'est une sorcière au lieu d'un génie car elle n'a aucun désir d'exaucer les souhaits des autres, en s'appuyant sur des potions et des objets magiques.
- Kaz est un génie en formation aux yeux bleus et aux cheveux magenta qui devient le génie de Zac lors de la deuxième saison. Contrairement à la personnalité facile à vivre et aventureuse de Zac, il est plus prudent et a peur facilement. Malgré leurs personnalités contrastées, Zac et Kaz travaillent bien ensemble et peuvent être courageux quand il le faut.
- L'impératrice Caliana est le célèbre mentor semi-retraité de la princesse Samira aux yeux violets et aux cheveux blonds avec des pointes roses. Elle était celle qui a rendu à Samira son collier spécial quand elle était une petite génie en formation. Elle était une grande exploratrice quand elle était enfant et a fait de nombreuses découvertes révolutionnaires, telles que la découverte des grottes de Caliana.
- La Capitaine Zora est une génie pirate qui est l'idole de Shine. Elle est parfois distraite et peut être très maladroite et oublieuse, surtout lorsqu'elle est en aventure. Elle possède un bateau pirate volant qu'elle arrête parfois accidentellement dans des endroits étranges.
- Layla est une génie de la glace qui est amie de la princesse Samira. Elle possède un collier de gemmes de glace qui lui donne des pouvoirs de congélation et garde son corps au froid. Elle vivait à l'origine dans une bouteille de génie enterrée sur une plage de sable du monde magique de Zahramay, mais elle a été accidentellement brisée par Léa et ses génies. Elle vit actuellement dans un palais de glace.
- Shaya est un génie de la foudre en formation qui se promène sur un nuage volant et peut générer des éclairs magiques.
- Nila est une sirène qui vit dans les eaux près du monde magique de Zahramay.
- Imma est une génie des cascades qui supervise la source des cascades arc-en-ciel des chutes du monde magique de Zahramay à l'arc-en-ciel de Zahramay.
- Wishy Washy est un génie dont sa puissante magie consiste à supprimer ou à corriger un souhait qui ne peut pas être utilisé sur d'autres génies.
- Ayla est une génie qui change ses cheveux et qui a le pouvoir de changer se coiffure.
- Minu est un génie frôleur.
- Afina est un génie qui vit dans un palais scintillant sur un nuage à l'arc-en-ciel de Zarahmay.
- La princesse Ula est une souveraine de l'arc-en-ciel de Zarahmay. Elle est également la princesse Gemme chargée de donner à tous les Génie Gemmes leur magie.
- Nadia est un génie des rêves qui est le seul génie capable d'exaucer des souhaits impliquant des rêves et se spécialise dans la magie des rêves qui implique l'utilisation de poussière magique. Elle est également chargée de créer des rêves spéciaux pour tout le monde à Zahramay.
- Ezri est l'assistant de Nadia qui, comme cette dernière, connaît tout le monde à Zahramay car il reconnaît Léa, Shimmer, Shine et même Zeta lors de leur première rencontre.
- Misha est un génie des animaux qui aide tous les génies des chutes de Zarahmay à trouver leurs animaux de compagnie.
- La princesse Adara est une belle princesse des étoiles du ciel de Zahramay.
- Rubi est un génie arc-en-ciel du ciel de Zarahmay.
- Shaun est le frère jumeau de Shaya qui est un génie des nuages.

#### Les animaux
- Tala est le singe de compagnie de Shimmer de M&M'S
- Nahal est un petit tigre blanc du Bengale de Shine.
- Rocket est un beagle de compagnie de Zac.
- Nazboo est un dragon animalier de Zeta qui répond à tous ses besoins.
- Roya est un paon de compagnie de la princesse Samira, qui réside dans son palais.
- Parisa est un renard du monde magique de Zahramay de Léa, qui a la capacité de se camoufler, la rendant pratiquement invisible, quand elle le veut.
- Zain est le Ziffilon (une créature semblable à un griffon), un animal familier de Kaz.
- Zoomicorns est une licornes ailées originaires du monde magique de Zahramay et l'arc-en-ciel de Zahramay.
- Scallywag est l'animal magique du capitaine pirate Zora, qui aide Zora à se souvenir des choses qu'elle oublie, comme les noms et la signification des mots et des phrases utilisés par les pirates.
- La famille Nazboo sont tous de petits dragons incapables de voler qui ressemblent à Nazboo en apparence et partagent sa nature amicale et ludique ainsi que son amour de la nourriture et des frottements du ventre.
- Gleam est un arc-en-ciel natif de Zoomicorn bleu scintillant du monde magique de Zahramay.
- Lulu est un panda, l'animal familier de Misha.
- Zahrora, Zoomdust et Zadazzle sont trois Zarahcorns.
- Dahliza est un zarahcorn de la princesse Adara.
- Fuzzle Whuzzles sont des petites créatures de l'arc-en-ciel de Zahramay.
- Azah est un zarahcorn de Rubi.

## Accueil

### Audiences
| Saison | Début de saison   | Début de saison | Début de saison | Fin de saison     | Fin de saison   | Fin de saison |
| Saison | Date de diffusion | Téléspectateurs | Ref.            | Date de diffusion | Téléspectateurs | Ref.          |
| ------ | ----------------- | --------------- | --------------- | ----------------- | --------------- | ------------- |
| 1      | 24 août 2015      | NC              | NC              | 11 mai 2016       | NC              | NC            |
| 2      | 15 juin 2016      | 1 760 000       | [ 12 ]          | 31 mars 2017      | 1 090 000       | [ 13 ]        |
| 3      | 5 mai 2017        | 1 100 000       | [ 14 ]          | 20 novembre 2018  | NC              | NC            |
| 4      | 20 octobre 2018   | 530 000         | [ 15 ]          | -                 | -               | -             |

## Produits dérivés

### DVD et Blu-ray
Nickelodeon et Paramount Home Entertainment ont publié un DVD basé sur la série le 2 février 2016. Un autre DVD, intitulé Bienvenue à Zahramay, est sorti le 16 août 2016. Un troisième DVD, Friendship Divine, est sorti le 7 février 2017. Un quatrième DVD, Les animaux magiques de Zahramay, devait sortir le 22 août 2017. Un cinquième DVD, Beyond the Rainbow Falls, devrait sortir le 16 février 2018.
Un DVD de compilation de Nick Jr., intitulé Nickelodeon Favorites: Whiskers & Paws, est sorti le 26 janvier 2016 et comprend l'épisode Abracadabra génie, ainsi que des épisodes choisis de PAW Patrol : La Pat' Patrouille, Dora and Friends : Au cœur de la ville, Les Agents pop secrets, Bubulle Guppies et Jeu de Bleue.

### Livres
Nickelodeon et Random House ont publié des livres basés sur la série à partir de janvier 2016.

### Jouets
Nickelodeon et Fisher-Price ont publié une ligne de jouets basée sur la série. Les playlists de Mega Brands basés sur la série ont été libérés.